# Don't Pass Me By
Don't Pass Me By è un brano musicale dei Beatles, composto da Ringo Starr, e contenuto nell'album The Beatles del 1968, denominato per convenzione White Album.

## Il brano

### Musica e arrangiamento
È particolarmente degna di nota in quanto rappresenta la prima composizione da solista di Ringo Starr, in assoluto, senza considerare What Goes On, accreditata a Lennon-McCartney-Starkey. Registrata a cavallo di Revolution 1 e Revolution 9, Ringo si accompagna con il pianoforte, da lui stesso suonato, ed è sostenuto da McCartney e dal suono di un violino, ricreando così un piacevolissimo motivetto country, genere che a Starr stava molto a cuore.

L'arrangiamento è stato eseguito da George Martin, che ha diretto l'orchestra per l'interludio introduttivo, che però nell'incisione sul disco LP The Beatles non è stato inserito. Il violinista, Fallon, nella coda improvvisa alcune note: in seguito affermò che fosse certo che la registrazione fosse stata bloccata. Invece Ringo Starr lo ha sempre definito come un "violinista pazzo".
Per ascoltare la canzone assieme all'introduzione orchestrale, i fan dei Beatles hanno dovuto attendere la pubblicazione del CD The Beatles Anthology 3, dove la traccia aggiunta è stata intitolata A Beginning.

### Registrazione
La canzone è stata registrata in tre separate sessioni, rispettivamente il 5 giugno, il 6 giugno e il 12 luglio del 1968.

Il titolo della canzone ha subito nel corso delle sessioni alcune variazioni, dato che il brano era stato rinominato, provvisoriamente, dapprima Ringo's Tune e poi in seguito This Is Some Friendly, e infine durante l'ultima seduta ha ripreso i suoi connotati di Don't Pass Me By.

### Testo e significato
La strofa: «I'm sorry that I doubted you, I was so unfair, You were in a car crash and you lost your hair» ("Mi dispiace di aver dubitato di te, sono stato così scortese, sei stato coinvolto in un incidente d'auto e hai perso i capelli"), viene indicata dagli appassionati e dagli specialisti che seguono le tracce della leggenda metropolitana Paul is Dead, secondo la quale il bassista dei Beatles sarebbe deceduto nel 1966, e un sosia avrebbe preso il suo posto, come una prova a sostegno della loro ipotesi.

## Cover
La canzone è stata incisa dalla band The Gourds, dalla band Southern Rock e dai The Georgia Satellites sul loro album del 1988, Open All Night.

## Formazione
- Ringo Starr: batteria, pianoforte, campane da slitte, voce
- Paul McCartney: basso elettrico, pianoforte
- Jack Fallon: violino